# Frances Curran

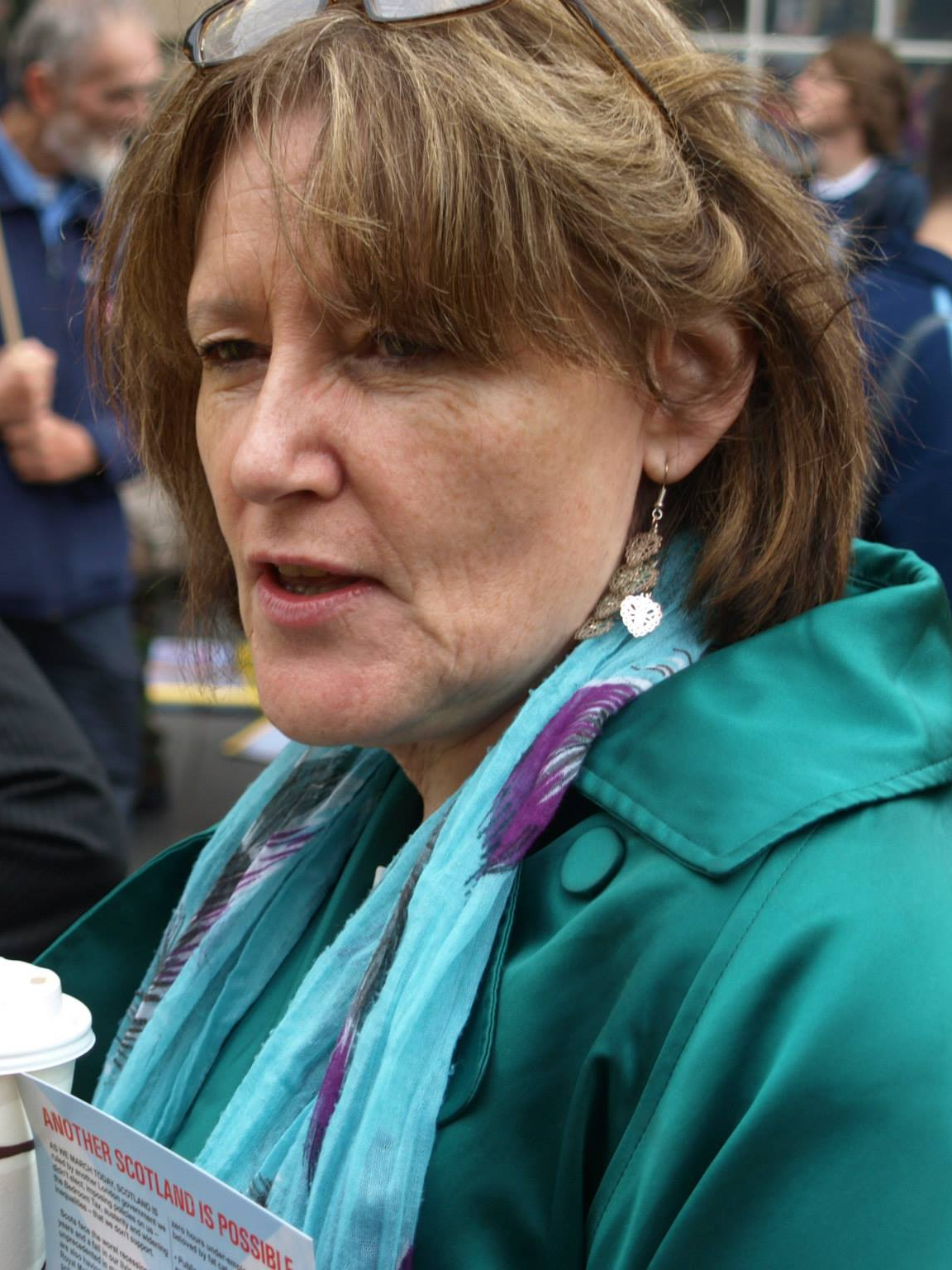
Frances Curran

Frances Curran (* 21. Mai 1961 in Glasgow) ist eine schottische Politikerin und Mitglied der Scottish Socialist Party (SSP). Ab 2007 bildete sie zusammen mit Colin Fox die Parteispitze.

## Politischer Werdegang
Nachdem Curran sich schon seit 1983 in verschiedenen sozialistischen Organisationen engagiert hatte, trat sie später in die Labour Party ein. Dort gehörte sie zum linken Flügel, bis sie die Partei verließ und sich der Scottish Socialist Alliance (SSA) anschloss. Nachdem der Labour-Abgeordnete im Britischen Unterhaus, Gordon McMaster, kurz nach den Unterhauswahlen 1997 Suizid verübte, wurden in seinem Wahlkreis Paisley South Neuwahlen angesetzt. Zu diesen trat Curran für die SSA an. Sie erhielt jedoch nur 1,3 % der Stimmen und verpasste damit deutlich den Einzug in das Unterhaus.
Nachdem die SSA 1998 mit weiteren linken Gruppierungen zur SSP verschmolzen war, trat Curran für diese bei den  ersten Schottischen Parlamentswahlen im Jahre 1999 an. Sie bewarb sich jedoch nicht um das Direktmandat eines Wahlkreises, sondern war auf der Regionalwahlliste der SSP für die Wahlregion Glasgow auf dem zweiten Rang hinter Tommy Sheridan gesetzt. Infolge des Wahlergebnisses erhielt die SSP nur ein Mandat und Curran verpasste damit den Einzug in das neu geschaffene Schottische Parlament. 2001 trat sie zu den Unterhauswahlen abermals im Wahlkreis Paisley South an. Curran konnte ihren Stimmenanteil zwar auf 2,7 % steigern, was jedoch nicht zum Gewinn des Direktmandats reichte. Bei den Schottischen Parlamentswahlen 2003 bewarb sie sich um das Direktmandat des schottischen Wahlkreises Paisley South und erhielt 7,1 % der Stimmen. Da Curran jedoch auch auf der Regionalwahlliste der SSP für die Wahlregion West of Scotland auf dem ersten Rang gesetzt war, erhielt sie infolge des Wahlergebnisses das einzige Listenmandat der SSP in dieser Wahlregion und zog erstmals in das Schottische Parlament ein. Dort fungierte sie als Parteisprecherin für Unternehmen, Wohnungsbau, Europa und internationale Beziehungen, Bildung und Jugendliche. Curran wirkte federführend an der Organisation der friedlichen Demonstrationen vor dem Gleneagles Hotel im Rahmen des G8-Treffens im Jahre 2005 mit. Um auf die fehlenden Vorkehrungen des Parlaments zur Sicherstellung des Rechts auf Demonstrationen hinzuweisen, störte Curran mit einigen Parteikollegen die Fragestunde des Parlaments. In der Folge wurde sie zusammen mit drei weiteren SSP-Politikern für einen Monat aus dem Parlament ausgeschlossen. Ihre monatlichen Bezüge, wie auch die ihrer Angestellten, wurden einbehalten.
2006 kündigte sie an aus persönlichen Gründen bei den Wahlen im Jahre 2007 nicht anzutreten. Dies wurde durch die Listung Currans auf dem aussichtslosen vierten Rang der Regionalwahlliste für West of Scotland realisiert. Zusammen mit ihrem Parteikollegen Colin Fox bildet sie seit 2007 die Parteiführung der SSP. Nachdem der Labour-Abgeordnete des Unterhauswahlkreises Glasgow East, David Marshall, 2008 aus gesundheitlichen Gründen zurücktrat, wurden in seinem Wahlkreis Neuwahlen angesetzt. Bei diesen bewarb sich Curran um das Direktmandat, konnte aber nur 2,1 % der Stimmen auf sich vereinen. Bei den Schottischen Parlamentswahlen 2011 war Curran auf dem ersten Rang der Wahlliste für die Region West Scotland gesetzt, erhielt jedoch kein Mandat.